# Kulla distrikt
Kulla distrikt är ett distrikt i Enköpings kommun och Uppsala län. 
Distriktet ligger i östra delen av kommunen. 

## Tidigare administrativ tillhörighet
Distriktet inrättades 2016 och utgörs av socknen Kulla i Enköpings kommun.
Området motsvarar den omfattning Kulla församling hade vid årsskiftet 1999/2000.